# Javid Samadov
Javid Samadov (Baku, 14 maggio 1987) è un baritono azero.
Attualmente risiede a Norimberga, in Germania.

## Biografia
Javid Samadov ha studiato all'Accademia di Musica Uzeir Hadjibekov di Baku, in Azerbaigian.
Da studente ha perfezionato la sua formazione presso il Centro Lirico Galina Vishnevskaya di Mosca.  Successivamente ha proseguito i suoi studi presso l'Accademia di Arte Lirica e Vocale di Osimo e presso l'Accademia internazionale di canto "Renata Tebaldi-Mario Del Monaco" di Pesaro.
Javid Samadov ha partecipato a diverse master class con William Matteuzzi, Harriet Lawson, Lella Cuberli, Raina Kabaivanska, Antonio Juvarra, Alla Simoni, Carlo Morganti, Mario Melani, Segio Segalini, Thomas Hampson, Pietro Spagnioli, Cinzia Forte, Verena Keller, Andreas Schuller and Cristina Muti. Javid ha, inoltre, partecipato ad una serie di master class con il Maestro Vincenzo De Vivo, presso l'Accademia di Arte Lirica e Vocale di Osimo.
La sua carriera ha avuto inizio nel 2007 presso l'Accademia Lirica e Teatro di Danza Classica Nazionale dell'Arzebaigian in cui Javid Samadov ha interpretato il ruolo del protagonista Escamillo nella Carmen di G.Bizet.
Nel 2008 Javid Samadov ha preso parte al concerto per la cerimonia di insediamento in onore del presidente dell'Arzebaigian.
Nel 2009 ha tenuto un concerto accompagnato dall'Orchestra Statale della Televisione e Radio Niyazi,  a Baku, in Azerbaigian.
Javid Samadov ha debuttato in Europa nel ruolo di Belcore nell'opera  "L`elisir d`amore” di G.Donizetti al Teatro Romano di Gubbio.
Nel luglio del 2010 ha partecipato al Festival di Musica Internazionale di Gabala, in Azerbaigian, accompagnato dalla London Royal Philharmonic Orchestra alla presenza del Presidente dell'Azerbaigian, della sua consorte Mehriban Aliyeva e del direttore generale dell'UNESCO  Irina Bokova. In questa occasione si è esibito nell'opera  "Azerbaigian" di Muslim Magomaev.
Nell'ottobre del 2010 ha preso parte al Festival della Cultura Arzebaigiana ad Atene con l'Orchestra Nazionale Greca.
Nel dicembre del 2011 si è esibito a Ravenna nell'opera Oratorio de Noel di C. Saint-Saëns.
Nel novembre del 2011 Javid Samadov si è esibito con l'Internationale Opernwerkstatt in Svizzera, a Sigriswil, Thun e Berna.
Nello stesso periodo ha preso parte al Canto Festival di Amandola (Fermo).
Nel 2011, per il grande contributo dato allo sviluppo e alla diffusione della cultura dell'Arzebaigian, Javid Samadov è stato insignito del premio "Zirvya" con la nomination di “Miglior debutto dell'anno”  ( Baku, Azerbaigian).
Sempre nel corso del 2011 è stato premiato dal Presidente dell'Azerbaigian.
Nell'aprile del 2012 Javid Samadov ha partecipato al concerto in occasione del 20º anniversario dell'Indipendenza dell'Arzebaigian, tenutosi a Baku.
Nel maggio del 2012 ha interpretato il ruolo del protagonista Papageno nell'opera di Mozart “Il flauto magico”; a giugno dello stesso anno il ruolo di Leporello nel "Don Giovanni" di Mozart a Tel-Aviv, in Israele.
Nel settembre-ottobre del 2012 ha partecipato a una serie di concerti dedicati a Muslim Magomayev nella città di Astana (Kazakistan) al Kazakhstan Central Concert Hall; a Mosca al Crocus City Hall e a Baku presso l'Heydar Aliyev Palace.
Nel corso del 2013 ha interpretato i seguenti ruoli al Teatro Nazionale dell'Opera di Norimberga : Masetto nel "Don Giovanni" di Mozart; Roucher nell'opera "Andrea Chenier" di U.Giordano; Gamekeeper nel "Rusalka" di A.Dvořák; il ruolo di Moralès nella "Carmen" di G.Bizet.
Attualmente Javid Samadov è cantante solista presso il Teatro Nazionale dell'Opera di Norimberga, Staatstheater Nürnberg.
Javid Samadov nominato come miglior giovane baritono di Stagione Lirica 2012-13 ("Opernwelt 2013").
Continua ad esibirsi in Azerbaigian, Kazakistan, Russia, Israele e in Europa.
È sposato, ha un figlio.

## Concorsi e premi
Javid Samadov ha vinto diversi prestigiosi concorsi internazionali:
- IV Bulbul Concorso Canoro Internazionale – 1º premio come il più giovane laureato in 4 anni (Baku, Azerbaigian).
- Х Concorso Musicale Nazionale Rosa Ponselle – 1º premio (Matera, Italia).
- I Muslim Magomaev Concorso Canoro Internazionale   - 1º premio (Mosca, Russia).
- Concorso Internazionale Città di Verona - 1º premio (Verona, Italia).
- Concorso Internazionale Città di Bologna – vincitore del premio "Il più giovane finalista nella storia del concorso " (Bologna, Italia).
- V Magda Olivero Concorso Canoro Internazionale  - premiato come “ Vincitore scelto dal pubblico” (Milano, Italia).

## Repertorio
Il repertorio di Javid Samadov comprende:
- G.Bizet: Carmen - Escamilio
- G. Bizet: Carmen – Morales
- G.Donizetti: L’elisir d’amore - Belcore
- G.Donizetti: Don Pasquale - Malatesta
- W.A.Mozart: Don Giovanni - Leporello
- W.A.Mozart: Don Giovanni - Masetto
- U.Giordano: Andrea Chénier - Roucher
- A.Dvořák: Rusalka - Gamekeeper
- Richard Wagner: L'oro del Reno (Das Rheingold) - Donner
- Richard Wagner, Tristan und Isolde – Melot
- Pyotr Ilyich Tchaikovsky, Iolanta - Robert
- G.Verdi: La traviata - Barone Douphol
- G.Puccini: La bohème - Marcello